# Ángel Romero de Ávila
Ángel Romero de Ávila conocido bajo el nombre artístico de Ángel Romero o por el sobrenombre de Angelillo (La Solana (Ciudad Real), 1 de marzo de 1929) es un cantante español, conocido por temas como  «Mi escapulario» o «Soy campero».

## Carrera
Proveniente de una familia humilde de La Solana, trabajó hasta los 17 años en una fábrica de yeso, donde también trabajaba su padre. Su carrera musical se inició en 1948, cuando un matrimonio de Madrid le propuso presentarse a un concurso de RNE llamado "Fiesta en el Aire", tras oírle cantar en una boda. El cantante ganó el trofeo a "La voz de Plata" de la emisora.
Rápidamente se le organizó un espectáculo llamado "Vuelo de Coplas" para la feria de La Solana, que se mantuvo durante once días. De vuelta a Madrid cantó en el Teatro Fontalba en la Gran Vía y realizó giras por toda España. En 1953, el representante de discos Odeón le escuchó cantar por la radio y le ofreció un contrato por cinco años. En ese mismo año hace sus primeras grabaciones.
En seguida realizó su primera gira por Hispanoamérica, iniciada el 1 de enero de 1954 con la orquesta de Luis Rovira, en Cali, en el Club Campestre y Colombia de Cali, donde actuó durante un mes. Con la misma orquesta, actuó en Medellín, Neiva, Manizales y Cartagena de Indias. A finales de septiembre de 1954, regresó a España, concretamente a Barcelona, donde cantó en los teatros Apolo y Victoria y grabó más discos. Tras la vuelta a Madrid, lo contrató Juan Carceller para el circo Price, en principio para quince días, pero su espectáculo permaneció un total de cien días. Por ese motivo, le hacen un homenaje y le conceden el emblema de oro y brillantes de Circuitos Carceller. Este emblema sólo lo tienen unos pocos artistas, entre ellos el trapecista "Pinito del Oro" y Rafael Farina.
En 1959 lo contrata la empresa del Tronío, de Buenos Aires, para tres meses, que luego se convirtieron en tres años. Un nuevo contrato de Radio El Mundo de Buenos Aires para hacer el programa "Federal", le retuvo tres meses haciendo dos programas semanales, de una hora de duración cada uno. En Argentina cantó en las ciudades más importantes: Rosario, Tucumán, Córdoba, Mendoza, Bahía Blanca y Treleu, ya en la Patagonia.
En 1962 regresó a España y se dedicó a cantar en ferias y galas de teatro hasta su retiro en 1985, desde cuando reside en Olías del Rey (Toledo).
Ángel Romero falleció el 14 de octubre de 2021

## Reconocimientos
- Su pueblo natal, La Solana, lo nombró hijo predilecto en 1996 y le ha dedicado la calle donde nació.
- Ha recibido el premio "Galanes de La Solana" 2013, otorgado por la revista Gaceta de La Solana.
- Su tema «Mi escpulario» ha sido incluido en la recopilación de Parlophone Lo más grande de la copla.